# Фонтанный дом
Фонтанный дом — один из дворцов графов Шереметевых в Петербурге, получивший своё название от реки Фонтанки, на берегу которой он стоит. До 1917 года Шереметевский дворец и усадьба принадлежали пяти поколениям старшей (графской) ветви рода Шереметевых. В настоящее время в главном здании дворца расположен Музей Музыки, включающий в себя отреставрированную анфиладу парадных залов второго этажа. В одном из флигелей расположен Музей Анны Ахматовой в Фонтанном доме.

## История

### В XVIII веке
Участок земли по реке Фонтанке (Безымянный Ерик) был пожалован Петром I фельдмаршалу, графу Б. П. Шереметеву в 1712 году при условии строительства здесь «хоромного дворового строения». С этого времени на большом участке Шереметева, располагавшемся между сильно заболоченным берегом Фонтанки и линией нынешнего Литейного проспекта, началось возведение разнообразных, сначала деревянных, а потом каменных строений. В 1730-е годы на участке был вырыт большой пруд, грунт из которого пошёл на подсыпку проезжей части Литейного проспекта, тогда же был построен новый каменный дом, выходивший на эту магистраль. Здесь на Фонтанке находилось загородное имение Шереметевых с садом, примыкавшим к Итальянскому дворцу. Городской дворец семьи в это время располагался на Стрелке Васильевского острова.
В конце 1730-х — начале 1740-х годов для сына Бориса Петровича Шереметева Петра на месте старых деревянных корпусов под руководством архитектора Г. Д. Дмитриева был построен новый одноэтажный дворец. В начале 1750-х годов по проекту С. И. Чевакинского и крепостного архитектора Ф. С. Аргунова это здание было надстроено вторым этажом. Двухэтажный дворец построен в стиле русского барокко. Здание стоит в глубине парадного двора, раскрытого в сторону реки. Центр главного фасада выделен пилястрами и мезонином, завершённым лучковым фронтоном. В поле фронтона помещён картуш с гербом Шереметевых. Боковые крылья здания завершены слегка выступающими ризалитами, украшенными пилястрами и увенчанными треугольными фронтонами. Первоначально по краю крыши была устроена деревянная балюстрада со статуями на тумбах. В центре здания располагалось высокое двухпролётное крыльцо. У подъезда в 1759 году были установлены на пьедесталах две деревянные позолоченные фигуры коней работы скульптора Иоганна Франца Дункера.
После смерти жены и дочери граф Пётр Борисович переехал в Москву в 1768 году, но усадьба продолжала перестраиваться и во время отсутствия хозяев.
После смерти Петра Борисовича в 1788 году усадьба перешла к его сыну Николаю. Долгое время Николай Петрович проводил в Москве, однако в конце 1790-х годов он стал регулярно жить в столице. Для обновления интерьеров своего дворца он нанимал архитектора И. Е. Старова. В 1796 году граф поселился в Фонтанном доме. У Шереметевых здесь был свой крепостной театр, оркестр. После Старова помещения во дворце перестраивались Д. Кваренги и А. Н. Воронихиным. На территории усадьбы были построены Летний дом, Каретные сараи, Садовый павильон, перестраивались служебные флигели.

### В XIX — начале XX века
После смерти Николая Петровича в 1809 года усадьба перешла его шестилетнему сыну Дмитрию Николаевичу. По инициативе императрицы Марии Фёдоровны над имуществом Шереметевых было учреждено опекунство по причине малолетства наследника.
В 1811—1813 годах по проекту Х. Мейера на месте Оранжереи, выходящей на Литейный проспект, был построен Канцелярский флигель и примыкавший к нему Больничный флигель. В 1821 году архитектором Д. Квадри был построен трёхэтажный с главным фасадом на Фонтанку Фонтанный флигель. Между ним и Больничным флигелем был построен Певческий флигель. Здесь были поселены хористы шереметевской капеллы, образованной из крепостного хора его отца.
В период службы Дмитрия Николаевича в Кавалергардском полку во дворце часто гостили его сослуживцы. Офицеры часто пользовались гостеприимством графа, в полку даже появилось выражение «жить на шереметевский счёт».
Начиная с 1824 года во дворце часто бывал художник О. А. Кипренский, друживший с Д. Н. Шереметевым и создавший по его заказу ряд портретов приятелей хозяина — офицеров-кавалергардов, часто гостивших во дворце (портрет самого Д. Н. Шереметева, поручика И. А. Анненкова, корнета С. П. Бутурлина (ныне в ГТГ), корнета кн. Н. П. Трубецкого (ГТГ) и ряд картин.
В конце мая — июне 1827 года в своей мастерской, расположенной во дворце (нынешнем Аванзале), он написал известный портрет А. С. Пушкина.
В 1830—1840-х годах во дворце работал архитектор И. Д. Корсини. По его проекту была сделана чугунная ограда с воротами (1838) на Фонтанку, украшенными гербом графов Шереметевых. Им были полностью перестроены дворцовые интерьеры, а в 1845 году построен Садовый флигель.
В Фонтанном доме устраивались музыкальные вечера, на которых выступали приглашённые композиторы Глинка, Берлиоз, Лист, певицы Виардо, Рубини, Бартенева.
В 1867 году ко дворцу по проекту Н. Л. Бенуа был пристроен Северный флигель.
После смерти графа Дмитрия Николаевича в 1871 году произошёл раздел имущества между его сыновьями Сергеем и Александром. Фонтанный дом достался Сергею Дмитриевичу. В 1874 году в имении Шереметевых работал архитектор А. К. Серебряков, построивший здесь новые пятиэтажные корпуса. В результате участок был поделён на две части. Со стороны Литейного проспекта были построены доходные дома (№ 51), парадная часть осталась со стороны Фонтанки (дом № 34). В начале XX века закончены работы по переустройству доходной части участка. Были уничтожены Садовые ворота, Грот, Эрмитаж, Оранжерея, Китайская беседка и другие садовые постройки.
В 1908 году манеж и конюшни перестроили в Театральный зал (ныне Драматический театр на Литейном). В 1914 году по проекту М. В. Красовского здесь были возведены двухэтажные торговые павильоны.
При графе С. Д. Шереметева в Фонтанном доме, где был собран огромный семейный архив, развернулась деятельность нескольких исторических обществ, в том числе Общества любителей древней письменности, Русского генеалогического общества и др. После революции 1917 года последний владелец усадьбы граф Сергей Шереметев добровольно пошёл на национализацию дворца.

### После революции
После революции в доме был открыт Музей дворянского быта и быта крепостных XVIII—XX вв., затем вошедший в состав Историко-бытового Отдела Русского музея и просуществовавший до 1931 года. Все это время его директором и хранителем был В. К. Станюкович. В основу фондов музея было положено частное собрание Шереметевых. Оно включало в себя картинную галерею, собрания скульптуры, оружия, предметы декоративно-прикладного искусств (бронзы, фарфора, серебра, мебели), библиотеку (нотное и книжное собрание, рукописные материалы), собрание церковной утвари и икон (из домовой церкви Фонтанного дома). Попытки музейщиков в 1920-е годы сохранить целостность коллекции потерпели поражение. Дворец разделил судьбу всех «дворянских гнёзд». Он был отдан в ведение разных казённых учреждений, лишь небольшая часть предметов искусства попала в Эрмитаж, Русский музей, часть разрозненной библиотеки — в РНБ.
В 1935 году в правом флигеле дворца открылся Дом занимательной науки, организованный Я. И. Перельманом и деливший помещения с Главным управлением Севморпути. ДЗН был закрыт в 1941 году после начала Великой Отечественной войны.
В послевоенное время и до 1989 года бо́льшую часть здания занимал Институт Арктики и Антарктики.
С 1990 года по распоряжению Ленсовета во дворце снова был размещён музей — на этот раз Музей музыки (филиал Музея театрального и музыкального искусства). Коллекция музея состоит из уникальных музыкальных инструментов разных эпох и стран. Эта коллекция размещается на первом этаже дворца и, после проведённой в 1990-е годы реставрации, в залах парадной анфилады второго этажа, которая также открыта для посещения (для этого следует приобрести в кассе музея отдельный, второй билет).
В южном флигеле дворца были служебные квартиры для сотрудников музейного ведомства. Там с середины 1920-х годов до 1952 года жила Анна Ахматова вместе с Николаем Пуниным.
В рамках гражданской инициативы «Последний адрес» 22 марта 2015 года на доме были установлены мемориальные знаки с именами востоковеда Николая Николаевича Пунина, арестованного 26 августа 1949 года и умершего 21 августа 1953 года в Минлаге, Коми АССР, и рабочего Генриха Яновича Каминского, арестованного 19 сентября 1941 года и умершего 3 ноября 1943 года в Тайшетлаге, реабилитированных «за отсутствием состава преступления».

## Статус здания
Комплекс зданий Шереметевского дворца включен в Единый государственный реестр объектов культурного наследия (памятников истории и культуры) народов Российской Федерации в качестве объекта культурного наследия федерального значения на основании постановления Правительства РФ № 527 от 10 июля 2001 г., согласно которому охране подлежат:
1. Дворец Шереметевых, 1730-е — нач. 1740-х гг., 1746—1750 гг., арх. С. И. Чевакинский, 1795—1808 гг., арх. А. Н. Воронихин, арх. Д. Кваренги, арх. И. Е. Старов, 1837—1857 гг., воен. инж. И. Д. Корсини
2. ограда с воротами, 1837—1838 гг., воен. инж. И. Д. Корсини
3. павильоны (два), 1821—1824 гг., арх. Д. И. Квадри
4. сад, 1730-е гг., кон. XVIII — нач. XIX вв., 1930-е гг.
5. флигель галерейный, 1803 г., арх. Д.Кваренги, 1839 г., воен. инж. И. Д. Корсини
6. флигель дворовый южный, 1828 г., арх. Д. И. Квадри
7. флигель кухонный, 1864 г., арх. Н. Л. Бенуа
8. флигель садовый южный, 1845 г., арх. И. Д. Корсини , 1911 г., 1914 г., арх. Красовский М. В. Здесь в сер. 1920-х — 1941 гг. и в 1944—1952 гг. жила поэт А. А. Ахматова
9. фонтан (фундаменты), 1750-е гг., кон. XVIII в. (засыпаны)

## Интерьеры

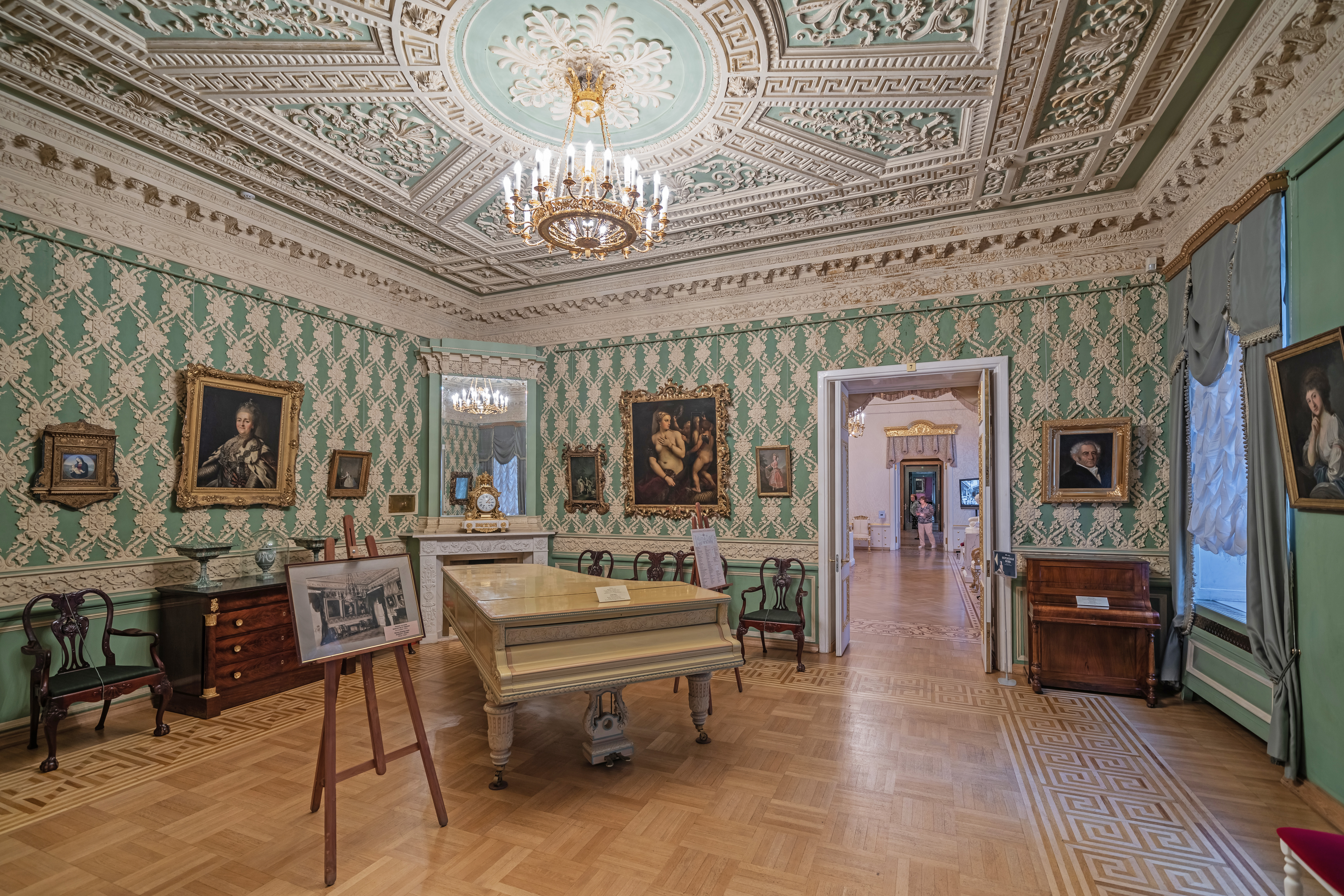
Лепная гостиная

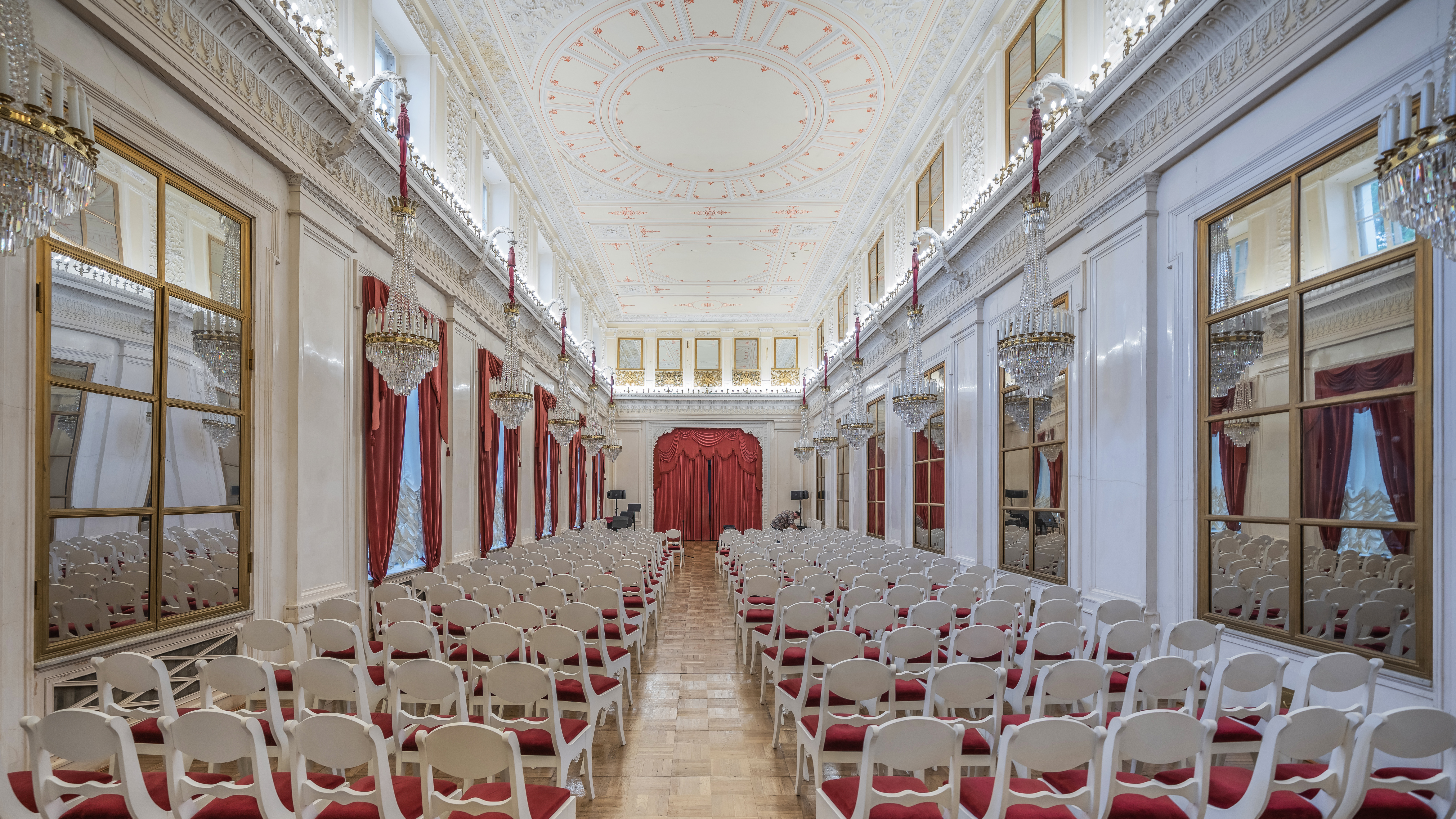
Белый зал

- Домовая церковь Св. Варвары
- Белый зал
- Античный зал
- Вестибюль
- Парадная лестница
- Лепной зал
- Жёлтая гостиная
- Этрусская гостиная
- Оружейный зал
- Поугольный зал (Спальня)
- Белая гостиная